# يوم عام الفيل
يوم عام الفيل وهو يوم من أيام الجاهلية وجزء من عام الفيل والأحداث التي وقعت به وكان بين قبيلة هذيل وبين بقية جيش أبرهة الأشرم الذين نجوا من عذاب الله بطير الأبابيل وحاولوا الهروب الى مكة والطائف.

## الأحداث
ذكر الحلواني وأبو سعيد السكري والجمحي ان ابرهة الحبشي خرج بقومة في عام الفيل يريدون هدم الكعبة فجعلوا في طريقهم لا يمرون على قبيلة من قبائل العرب الا اخذوا منهم ناس كرهائن حتى وصلوا المغمس من جوانب الحرم فحبس الله الفيل وأرسل عليهم طيراً أبابيل.
فهرب ملوك جيشة الحميريون والكنديون والحبش الى جبال هذيل فقتلتهم هذيل وأسرتهم وقال الجمحي.
| يوم عام الفيل | كان من شأن أبو يكسوم ملك الحبشة أنه خرج بالفيل هو وقومة يريدون الكعبة فجعلوا لا يمرون على حي من العرب إلا أخذوا منهم ناساً حتى إذا بلغوا المغمس من جانب الحرم حبس الله الفيل وأرسل عليهم طيراً أبابيل ففر من ملوك اليمن ناس كثيرة من كندة وحمير والحبش في جبال هذيل فقُتلوا وأسِروا ورجع أبو يكسوم الى اليمن | يوم عام الفيل |

## عتق العرب
وبعد عودة أبو يكسوم أخذا معه رهائن من العرب. وفدت قبيلة كنانة على أشراف هذيل فطلبوا منهم ان يخرجوا من أسروهم من كندة وحمير والحبشة ليعتق بهم العرب اللذين اسروا لدى ابرهة . فخرج معقل بن خويلد الهذلي سيد بني سهم بن معاوية ومعه غافل بن صخر الهذلي من أشراف قومة.
فقدموا على أبو يكسوم ملك الحبشة فافتدوا بهم أسرى كنانة ومن تم سبيهم من اهل نجد والحجاج فرجعوا بسبي العرب. وقال معقل في قصيدة طويلة.